# Myxus capensis
Myxus capensis е вид лъчеперка от семейство Mugilidae.

## Разпространение
Видът е разпространен в Южна Африка (Западен Кейп, Източен Кейп и Квазулу-Натал).